# Kunzea pomifera
Kunzea pomifera (F.Muell, 1855), comunemente nota come mela degli emù, mirtillo nativo, munthari, muntaberry o monterry, è un arbusto appartenente alla famiglia delle Myrtaceae, endemico degli stati federati di Australia Meridionale e Victoria, in Australia.
È una pianta a crescita bassa che produce delle bacche di diametro di circa 1 cm., colore verde, che diventano rosse a maturazione ed hanno un sapore di mela speziata. Di consistenza croccante, contengono fino a quattro volte più antiossidanti dei mirtilli e producono delle cere naturali che sono buone per il nutrimento della pelle.

## Coltivazione

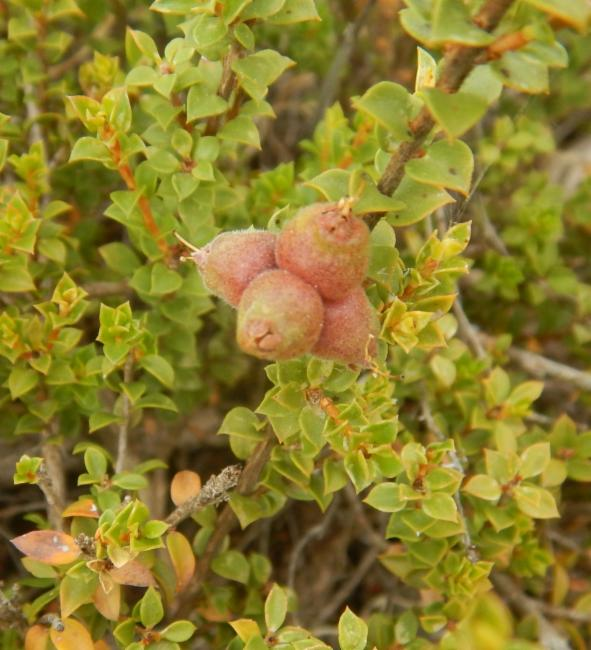
Frutti di K. pomifera

K. pomifera venne introdotta in Inghilterra nel 1889. Fu una delle prime specie di piante australiane introdotte in Inghilterra.
Mentre in natura coprono il terreno, i coltivatori sono riusciti con successo a creare una sistemazione a traliccio. Questo tipo di coltivazione consente un accesso più facile per la raccolta e un uso più efficiente dello spazio del frutteto.
Le piante possono essere sistemate abbastanza facilmente attraverso la tessitura, durante la crescita attraverso, lungo i fili del traliccio, usando legami vegetali per fissarle.

### Suolo
La pianta sembra preferire un terreno ben drenato, da moderatamente acido a fortemente alcalino pH (6.0 - 8.0).

### Acqua
I livelli di precipitazioni naturali delle popolazioni selvatiche vanno da 500 a 800 mm. annui. Per la coltivazione si suggerisce di evitare il ristagno d'acqua ma anche il suolo estremamente secco. Una moderata restrizione dell'acqua all'inizio della primavera può essere utile per stimolare la fioritura e ridurre la crescita vegetativa competitiva.
Prove pratiche suggeriscono che frutti in eccesso possono causare una diluizione del sapore delle bacche.